# Spiraea wilsonii
Spiraea wilsonii là loài thực vật có hoa trong họ Hoa hồng. Loài này được Duthie miêu tả khoa học đầu tiên năm 1906.